# Trigonopeplus paterculus
Trigonopeplus paterculus là một loài bọ cánh cứng trong họ Cerambycidae.